# حیدر (فیلم ۲۰۱۴)
«حیدر» (انگلیسی: Haider) یک فیلم هندی است که در سال ۲۰۱۴ منتشر شد. از بازیگران آن می‌توان به شاهد کاپور و تابو اشاره کرد.

این فیلم در رنکینگ بهترین فیلم های اقتباسی از هملت، در رتبه هفتم قرار دارد

## موضوع فیلم
مرد جوانی پس از ناپدید شدن پدرش به کشمیر بازمی‌گردد و به سراغ عمویش می‌رود، کسی که در ناپدید شدن پدرش دست داشته‌است. فیلمنامه این فیلم اقتباسی از نمايشنامهٔ هملت اثر ویلیام شکسپیر است. 